# Mouvement libéral (Lituanie)
Le Mouvement libéral (en lituanien : Liberalų sąjūdis, LS) est un parti politique libéral lituanien, fondé en 2006 par Petras Auštrevičius.

## Historique

### Fondation
En décembre 2005, sept députés, membres de l'Union centriste et libérale (LiCS), fondée en 2003, publient un manifeste pour la transparence, la démocratie et la liberté, en forme de critique contre Artūras Zuokas, président de la LiCS. À peine trois mois plus tard, le 25 février 2006, se réunit le congrès fondateur du LRLS, qui porte Petras Auštrevičius, l'un des sept députés, à la présidence de la nouvelle formation.

### Premiers résultats
Après avoir remporté seulement 3 % des voix aux élections locales de 2007, le LRLS choisit comme président, en septembre 2008, Eligijus Masiulis, jeune député de 33 ans. Le mois suivant, aux élections législatives, la formation obtient 5,7 % des suffrages exprimés et 11 députés sur 141, juste devant la LiCS.
Il négocie ensuite sa participation à la coalition d'Andrius Kubilius, avec l'Union de la patrie - Chrétiens-démocrates lituaniens (TS-LKD), le Parti de la résurrection nationale (TPP) et la LiCS. Le LRLS se voit attribuer les ministères des Transports, de l'Éducation, et de la Justice, ce dernier étant confié à un indépendant.
À l'occasion des élections européennes de juin 2009, il remporte 7,1 % des voix et un député sur 13, contre 3,3 % et aucun siège pour la LiCS. Toutefois, aux élections locales de 2011, il se contente de 6,4 % des suffrages, un point et demi de moins que son adversaire libéral.
Le 28 octobre 2012, il obtient dix députés au Seimas en léger recul par rapport aux précédentes législatives.

## Résultats électoraux

### Élections législatives
| Année | Chef de file       | Votes   | %    | #  | Sièges   | Gouvernement |
| ----- | ------------------ | ------- | ---- | -- | -------- | ------------ |
| 2008  | Eligijus Masiulis  | 70 862  | 5,73 | 6e | 11 / 141 | Kubilius II  |
| 2012  | Eligijus Masiulis  | 104 691 | 8,26 | 4e | 10 / 141 | Opposition   |
| 2016  | Remigijus Šimašius | 115 361 | 9,45 | 4e | 14 / 141 | Opposition   |
| 2020  | Viktorija Čmilytė  | 79 310  | 6,79 | 6e | 13 / 141 | Šimonytė     |
| 2024  | Viktorija Čmilytė  | 95 524  | 7,85 | 5e | 12 / 141 | Opposition   |

### Élections européennes
| Année | Votes   | %     | #  | Sièges | Groupe |
| ----- | ------- | ----- | -- | ------ | ------ |
| 2009  | 40 502  | 7,05  | 6e | 1 / 12 | ADLE   |
| 2014  | 189 373 | 16,52 | 3e | 2 / 11 | ADLE   |
| 2019  | 83 083  | 6,59  | 5e | 1 / 11 | RE     |
| 2024  | 36 739  | 5,42  | 8e | 1 / 11 | RE     |